# (14819) Nikolaylaverov
(14819) Nikolaylaverov est un astéroïde de la ceinture principale.

## Description
(14819) Nikolaylaverov est un astéroïde de la ceinture principale. Il fut découvert le 25 octobre 1982 à Naoutchnyï par Lioudmila Jouravliova. Il présente une orbite caractérisée par un demi-grand axe de 2,52 UA, une excentricité de 0,21 et une inclinaison de 3,4° par rapport à l'écliptique.

## Compléments